# De Vennen (Delfzijl)
De Vennen is een buurt in de Nederlandse plaats Delfzijl, gebouwd op het voormalige exercitieterrein De Venne. Het is het noordelijke deel van het centrum. De naam verwijst naar de Eerste Venne en Tweede Venne, twee oude straatjes die in de jaren zestig zijn afgebroken voor nieuwbouw. Het winkelcentrum dat op deze plek verrees draagt de naam De Vennen.

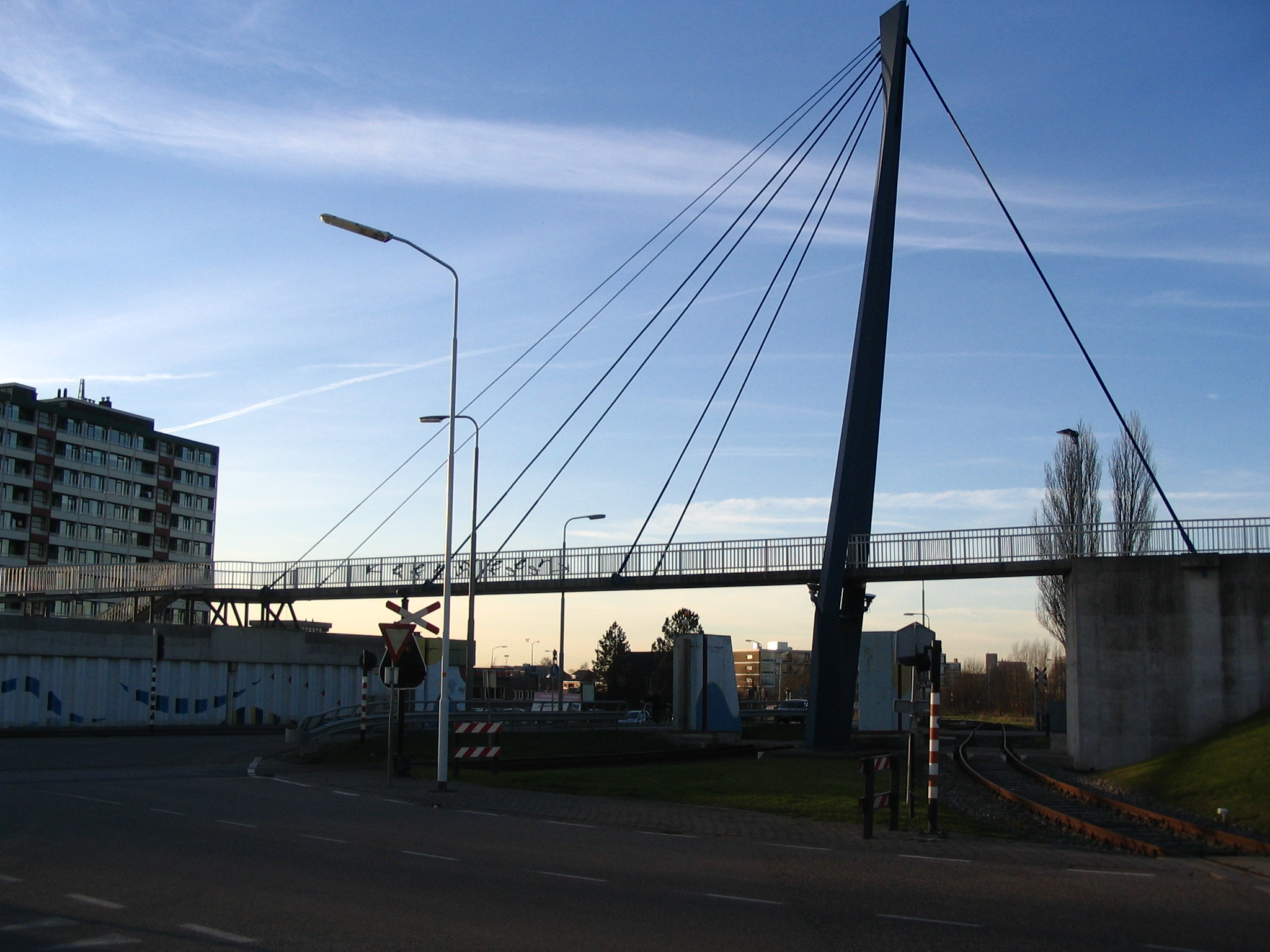
De Keerweerbrug

## Keerweer
De straat die door een coupure naar de haven liep, heette Keerweer. De voetgangersbrug van de wandelpromenade over de dijk is ernaar genoemd.
Begin 2017 werd een deel van het De Vennen-gebied inclusief het hoogbouw appartementengebouw gesloopt en opgeruimd ter voorbereiding op de zeedijk.

## Waterschap De Vennen
Bij Delfzijl bestond sinds 1877 een waterschap met de naam De Vennen. Dit is in 1909 bij de aanleg van de spoorlijn Zuidbroek - Delfzijl opgesplitst in de Noordelijke en Zuidelijke Vennen. Tegenwoordig wordt de waterhuishouding hier beheerd door Hunze en Aa's.